# Janis Antiste
Janis Antiste (Toulouse, 18 de agosto de 2002) es un futbolista francés que juega de delantero en el SK Rapid Viena de la Bundesliga.

## Trayectoria
Antiste comenzó su carrera deportiva en el Toulouse F. C., con el que debutó el 5 de febrero de 2020 en un partido de la Ligue 1 frente al R. C. Estrasburgo.
En 2021 abandonó Toulouse para jugar en la Serie A con el Spezia Calcio. Al año siguiente este equipo lo cedió a la U. S. Sassuolo Calcio, que a su vez lo prestó al Amiens S. C. en enero de 2023. En agosto de ese mismo año volvió a ser cedido, esta vez a la A. C. Reggiana 1919. Acumuló más cesiones 2025 al 1. F. C. Núremberg y el SK Rapid Viena.

## Selección nacional
Antiste fue internacional sub-16 y sub-17 con la selección de fútbol de Francia.

## Clubes
| Club                           | País     | Año       |
| ------------------------------ | -------- | --------- |
| Toulouse F. C. "II"            | Francia  | 2019-2020 |
| Toulouse F. C.                 | Francia  | 2020-2021 |
| Spezia Calcio                  | Italia   | 2021-2023 |
| U. S. Sassuolo Calcio (cedido) | Italia   | 2022-2023 |
| U. S. Sassuolo Calcio          | Italia   | 2023-act. |
| Amiens S. C. (cedido)          | Francia  | 2023      |
| A. C. Reggiana 1919 (cedido)   | Italia   | 2023-2024 |
| 1. F. C. Núremberg (cedido)    | Alemania | 2025      |
| SK Rapid Viena (cedido)        | Austria  | 2025-act. |